# Joseph Kulak
Pour les articles homonymes, voir KULAK.
Joseph Kulak, parfois abrégé en Joe Kulak, est un athlète américain né le 12 novembre 1967. Spécialiste de l'ultra-trail, il a notamment remporté l'Old Dominion 100 Mile Endurance Run en 2003 et 2004, la Vermont 100 Mile Endurance Run en 2003 ainsi que la Javelina Jundred en 2004.

## Résultats
| no  | masculin           | Course              | Longueur | Départ           | Temps            |
| --- | ------------------ | ------------------- | -------- | ---------------- | ---------------- |
| 3e  | Médaille de bronze | Leadville Trail 100 | 100 mi   | 18 août 2001     | 19 h 12 min 41 s |
| 2e  | Médaille d'argent  | Vermont 100         | 100 mi   | 20 juillet 2002  | 14 h 45 min 17 s |
| 3e  | Médaille de bronze | Leadville Trail 100 | 100 mi   | 17 août 2002     | 18 h 43 min 13 s |
| 3e  | Médaille de bronze | Miwok 100K          | 100 km   | 3 mai 2003       | 9 h 26 min 52 s  |
| 1er | Médaille d'or      | Old Dominion 100    | 100 mi   | 7 juin 2003      | 17 h 00 min 28 s |
| 1er | Médaille d'or      | Vermont 100         | 100 mi   | 19 juillet 2003  | 14 h 55 min 26 s |
| 2e  | Médaille d'argent  | Wasatch Front 100   | 100 mi   | 6 septembre 2003 | 21 h 53 min 10 s |
| 1er | Médaille d'or      | Old Dominion 100    | 100 mi   | 5 juin 2004      | 16 h 38 min 44 s |
| 1er | Médaille d'or      | Javelina Jundred    | 100 mi   | 30 octobre 2004  | 15 h 47 min 53 s |
| 3e  | Médaille de bronze | Western States 100  | 100 mi   | 25 juin 2005     | 17 h 16 min 12 s |